# Jónás Rita
Jónás Rita (Esztergom, 1968. november 19. –) magyar színésznő, televíziós műsorvezető.

## Életpályája
Esztergomban született. 13 éves korától szerepelt a Magyar Televízióban. 6 éven keresztül vezette a Tízen Túliak Társasága (TTT) műsort, melyért nívódíjat is kapott. Színészi diplomáját a Színház- és Filmművészeti Főiskolán szerezte 1991-ben. Osztályvezető tanárai  Kapás Dezső és Horvai István voltak. Főiskolásként szerepelt Székesfehérváron, a Nemzeti Színház és a Várszínház produkcióiban. Végzősként a Veszprémi Petőfi Színházban eljátszhatta Egérkét, Örkény István: Macskajáték című darabjában.  
Színésznőként a Játékszínben kezdte pályáját, de játszott Tatabányán is. 1993-tól a Vígszínház tagja volt. 1997-től több mint öt évig műsorvezetője volt az RTL Klub Kölyökklub című műsorának, részt vett az RTL Klub Road show országjáró turnéin. 1998-tól szabadfoglalkozású színművésznő. Játszott a Bárka Színházban, a Karinthy Színházban és a Soproni Petőfi Színházban is.

## Magánélete
Három lány édesanyja. Első házasságából született Réka (1996). Második férje Darnyi Tamás négyszeres olimpiai bajnok magyar úszó volt, akitől elvált. Közös gyermeik: Csenge (2002) és Piroska (2004). A gyerekeivel az év jelentős részében Floridában él.

## Fontosabb színházi szerepeiből
- Erdélyi Mihály: Vedd le a kalapod a honvéd előtt... Pannika, Annuska (Józsefvárosi Színház)
- Anton Pavlovics Csehov – Kosztolányi Dezső – Háy Gyula – Nagy András – Kapás Dezső: Magyar három nővér... Irma
- Niccolò Machiavelli: Mandragóra... Lucrezia
- Carlo Goldoni: Két úr szolgája... Clarice
- Luigi Pirandello: Hat szereplő szerzőt keres... Mostohalány (Népház-Játékszín, Tatabánya)
- Molière: Gömböc úr... szereplő (Miskolci Nyár, Miskolctapolca)
- Harold Arlen – Lyman Frank Baum – Edgar Yipsel Harburg – Békés Pál: Óz, a csodák csodája... Dorothy
- Presser Gábor – Horváth Péter – Sztevanovity Dusán: A padlás...Süni
- Vas István – Illés Endre – Rákos Sándor – Alföldi Róbert: Tisztán és Izolda... szereplő
- Molnár Ferenc:Liliom... Lujza
- Örkény István Macskajáték... Egérke (Veszprémi Pefőfi Színház)
- Ivan Szergejevics Turgenyev: Egy hónap falun... Kátya
- Friedrich Dürrenmatt: A nagy Rolulus... Rea, Romulus lánya
- William Shakespeare: A vihar... Juno, szellem
- William Shakespeare: Szentivánéji álom... Hermia
- William Shakespeare: Macbeth... Lady Macduff
- Georges Feydeau: Bolha a fülbe... Antoinette
- Valentyin Petrovics Katajev – Cseke Péter: Bolond vasárnap... Vízöntő Klára (úszóbajnoknő)
- Eisemann Mihály: Bástyasétány 77... Csillag Erzsébet – csillagász
- Sławomir Mrożek: Kedvező fordulat, avagy hogyan nemzzünk vámpírt... Feleség (Soproni Kamaraszínház)
- Murray Schisgal: Szerelem...oh!... Ellen (Esztergomi Várszínház)
- Jan Terlouw – Bencsik János – Sződy Szilárd – Papp Márió – Éless Béla: Kiből lehet király...szereplő (Népház-Játékszín, Tatabánya)
- John-Michael Tebelak: Godspell... szereplő (Várszínház)
- Móricz Zsigmond: A dinnyék... szereplő (Aranytíz Teátrum)

## Filmek, tv
- TTT (Tízen Túliak Társasága, műsorvezető – Magyar Televízió)
- Családi kör (sorozat)
- Minden mesék könyve (1988)
- Lilla Tündér lesz (1988)
- A hókirálynő bálja (1988)
- Napóleon (1989)
- Vörös vurstli  (1992)... Saci
- Meselánc (1993-1997)
- Dzsúz (ifjúsági műsor – műsorvezető, Magyar Televízió 1995 – 1997)
- A gyötrelmes gyémánt (1996)
- Kisváros (sorozat)

- Biztos tipp című rész (1996) ... Anita
- Kölyökklub (RTL-Klub)

## Lemezei
- Jónás Rita – Szevasztoook CD PMR 060101 4 (2001)

## Díjak, elismerések
- Nívódíj (TTT – Tízen Túliak Társasága, Magyar Televízió)
- Kamera Hungária Fesztivál díj (1999)